# Leucocelis amethystina
Leucocelis amethystina är en skalbaggsart som beskrevs av Macleay 1838. Leucocelis amethystina ingår i släktet Leucocelis och familjen Cetoniidae. Inga underarter finns listade i Catalogue of Life.